# Bornholms amt
Bornholms amt (danska: Bornholms Amt) var ett amt som omfattade ön Bornholm i östra Danmark. Utöver residensstaden Rønne omfattade amtet även städerna Allinge-Sandvig, Hasle, Nexø, Svaneke och Åkirkeby.

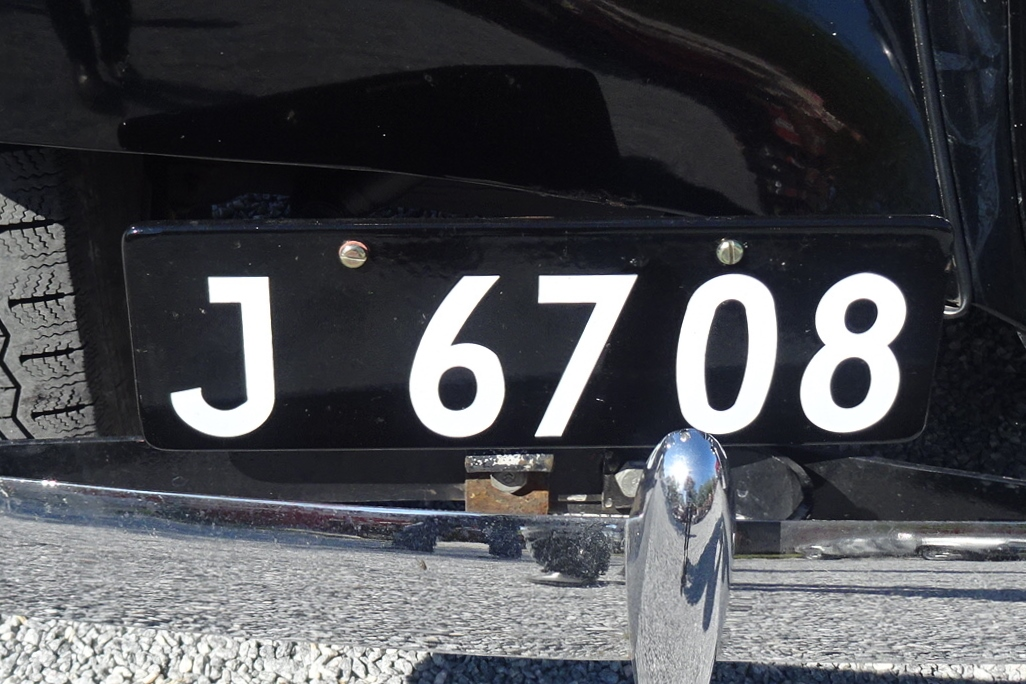
Gammal registreringsskylt från Bornholms amt.

## Administrativ historik
Bornholms amt bildades när Danmarks län ersattes av amt 1662 och ersatte då det dåvarande slottslänet Hammershus län. Amtet var det enda som inte genomgick geografiska förändringar i de danska reformerna 1793 och 1970.
Den 1 januari 2003 ersattes Bornholms amt av Bornholms regionkommun, som bildades genom en sammanslagning av amtet och dess fem kommuner. Sedan kommunreformen 2007 tillhör den Region Hovedstaden, men har trots detta behållit benämningen regionkommun.

## Kommuner
Bornholms amt bestod mellan 1970 och 2002 av fem kommuner:
- Allinge-Gudhjems kommun
- Hasle kommun
- Nexø kommun
- Rønne kommun
- Åkirkeby kommun

## Härader

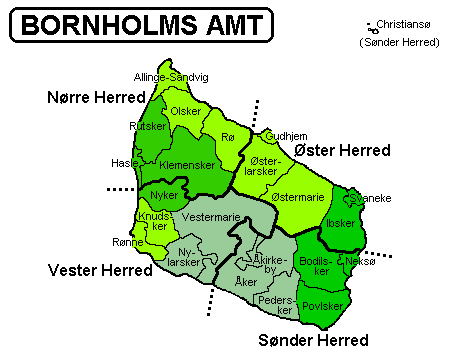
Karta över Bornholms amt med dess indelning i härader och socknar. De färgade ytorna markerar kommuner bildade vid kommunreformen 1970.

Bornholms amt omfattade fyra härader:
- Nørre härad
- Sønders härad
- Vesters härad
- Østers härad